# Arturo Lizón Giner
Arturo Lizón Giner   (Sella, 24 d'agost de 1938) és un advocat i polític valencià.

## Trajectòria
Va iniciar la carrera professional com advocat després de llicenciar-se en dret per la Universitat de València el 1963. Va treballar a Europa durant un temps mentre organitzava l'Agrupación de Abogados Jóvenes de Alicante. Políticament el 1976 ingressà al Partit Demòcrata Popular, dirigit aleshores per Ignacio Camuñas Solís, però el 1977 el deixà per ingressar en el PSOE. Al seu despatx es va constituir la secció alacantina de la Taula de Forces Polítiques i Sindicals del País Valencià.
El 1979 va interrompre la seva carrera professional en ser elegit senador pel PSPV-PSOE per la província d'Alacant durant quatre legislatures consecutives, des de 1979 fins a 1993.
Al Senat va ocupar els càrrecs de Vicepresident Primer, President de la Comissió Constitucional, Membre de la Comissió d'Afers exteriors i Membre de la Comissió de Justícia. Després d'abandonar el Senat, fou nomenat el 28 de juliol de 1993, per les Corts Valencianes, primer Síndic de Greuges de la Comunitat Valenciana. Va ocupar aquest càrrec fins a la fi del seu mandat el 28 de juliol de 1998. Des de llavors ha tornat a exercir professionalment l'advocacia.